# Uniflor
Uniflor este un oraș în Paraná (PR), Brazilia.